# Championnat du Soudan féminin de football
Le Championnat du Soudan de football féminin est une compétition de football féminin créée en 2019 opposant les meilleurs clubs du Soudan.

## Histoire
Après la révolution soudanaise, la loi visant les « actes indécents et immoraux » des Soudanaises est abrogée en novembre 2019, permettant la création d'un championnat de football féminin. Celui-ci débute le 30 septembre 2019 au stade de Khartoum par un match entre les clubs de Al-Tahadi et Al-Difaa, en présence de la ministre des Sports Wala Essam. Les deux équipes se retrouveront en finale, et Al-Difaa sera sacré champion du Soudan.

## Format de la compétition
21 clubs participent à la première édition du championnat en 2019-2020. Les équipes sont d'abord réparties en 4 poules, puis les deux premiers de chaque poule se qualifient pour le second tour. Les 8 équipes restantes sont alors à nouveau divisées en 2 poules, dont les deux meilleures se qualifient pour les demi-finales.

## Palmarès
| Saison    | Champion  | Vice-champion | Meilleure joueuse           | Mailleure buteuse                | Meilleure gardienne            |
| --------- | --------- | ------------- | --------------------------- | -------------------------------- | ------------------------------ |
| 2019-2020 | Al-Difaa  | Al-Tahadi     | Nidal Fadlallah (Al-Tahadi) | Ilham Beltone (Al-Difaa) 33 buts | Ruqaia Abdul Rahman (Al-Difaa) |
| 2020-2021 | Al-Difaa  | Al-Tahadi     |                             |                                  |                                |
| 2021-2022 | Al-Tahadi | Karnak SC     |                             |                                  |                                |